# Joué-en-Charnie
Joué-en-Charnie é uma comuna francesa na região administrativa do País do Loire, no departamento de Sarthe. Estende-se por uma área de 23.6 km². Em 2010 a comuna tinha 653 habitantes (densidade: 27,7 hab./km²).